# César Vallejo
 
César Abraham Vallejo Mendoza (Santiago de Chuco, La Libertad megye, 1892. március 16. – Párizs, 1938. április 15.) perui költő, író, drámaíró és újságíró. Bár élete során mindössze két verseskötete jelent meg, a 20. század egyik nagy költői újítójaként tartják számon bármilyen nyelven.
César Vallejo perui költő volt, aki felnőtt élete nagy részében Párizsban és Spanyolországban élt. Munkásságát, amely mélyen gyökerezik európai, perui és bennszülött örökségében, egyre inkább a globális modernizmushoz való jelentős hozzájárulásként ismerik el. Vallejo olykor szürrealista költőnek nevezett: "Vallejo egy kínzó költői nyelvet hozott létre a spanyol számára, amely radikálisan megváltoztatta képeinek formáját és ritmusainak természetét. ... Vallejo új diskurzust alakított ki, hogy kifejezze saját zsigeri együttérzését az emberi szenvedés iránt” – írta Edith Grossman a Los Angeles Times Book Review-ban. „Látta a világot a felháborodás és a gyötrelem, a rémület és a szánalom átható villanásaiban. ... Szenvedélyes, tragikus költőként gyászolta erkölcsi ártatlanságunk elvesztését, és kétségbeesett a világot mozgató igazságtalanság miatt." Vallejo együttérzését saját fájdalmas tapasztalatai igazolták, amikor egy trujilloi börtönben fogvatartottként, külföldön élő politikai aktivistaként és a pusztító spanyol polgárháború tanújaként élt. Szegénységet és krónikus betegséget is elviselt, amelybe 1938-ban belehalt. Míg Vallejo élete során publikált, halálakor több száz oldalnyi anyagot – verseket, prózákat és színdarabokat – hagyott maga után, és munkáinak nagy részét posztumusz adták ki.Versgyűjteményei közé tartozik a Los herald negros ("A fekete hírnökök", 1918) és a Trilce (1922), a La piedra cansada (1927), prózai művek, köztük egy könyv az oroszországi, oroszországi utazásairól (1931) és a posztumusz megjelent versgyűjtemények, a Sermón de la barbarie ("Prédikáció a barbárságról", 1939) és a Poemas humanos ("Emberi versek", 1939), többek között. A Vallejo's Complete Poetry: A Bilingual Edition 2007-ben jelent meg Clayton Eshleman fordításában.
Vallejo Santiago de Chucoban született, egy kis faluban az Andok északi hegyeiben. Katolikusnak nőtt, és arra ösztönözték, hogy pap legyen, rájött, hogy nem tudja betartani a cölibátus követelményét. Családi kapcsolatai biztonságosak és szorosak maradtak. Egy ideig apja közjegyzői irodájában volt hivatalnok. Különösen édesanyja barátsága volt megtartó erő az életében egészen édesanyja 1923-ban bekövetkezett haláláig (egyes források szerint 1918). Első gyűjteményének, Los heraldos negros ("A fekete hírnökök") korai versei Vallejo zavarodottságát mutatják be, amikor a városi élet keménysége Trujilloban és Limában, ahol orvostudományt, irodalmat és jogot tanult. Marx, Darwin és a racionalista filozófusok gondolataiba bevezetve Vallejo úgy érezte, hogy a hit, amelyben nevelkedett, már nem életképes. Más értelmiségiekkel együtt aktívan érdeklődött Kolumbusz előtti öröksége iránt, és szorongva értesült az őslakosok szenvedéseiről országában. Amikor szeretője szülei általa nem értett okokból megszakították kapcsolatukat, öngyilkosságot kísérelt meg. James Higgins a The Poet in Peru: Alienation and the Quest for a Super-Reality című könyvében összefoglalja, hogy Vallejo „Limába érkezése egy abszurdnak tűnő és értelmetlen világba való beavatását jelzi, amelynek értelme elkerüli őt”. Vallejo nem tudta pótolni az elvesztett gondoskodó családot, ezért idegennek érezte magát a városban. Az elidegenedés és szenvedésének látszólagos értelmetlensége vált visszatérő témáivá.

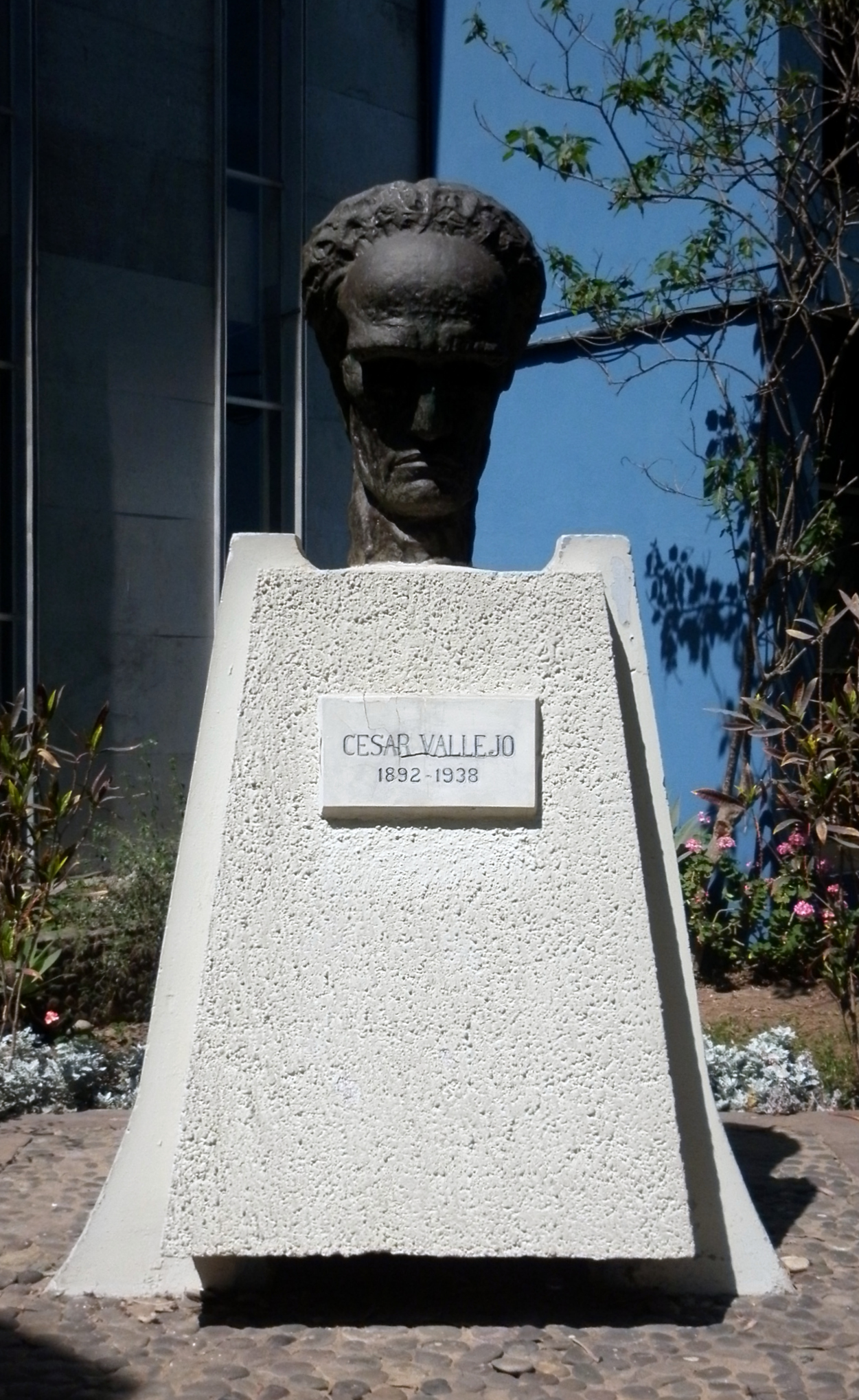
César Vallejo emlékműve a San Marcos Nemzeti Egyetemen, ahol tanult.

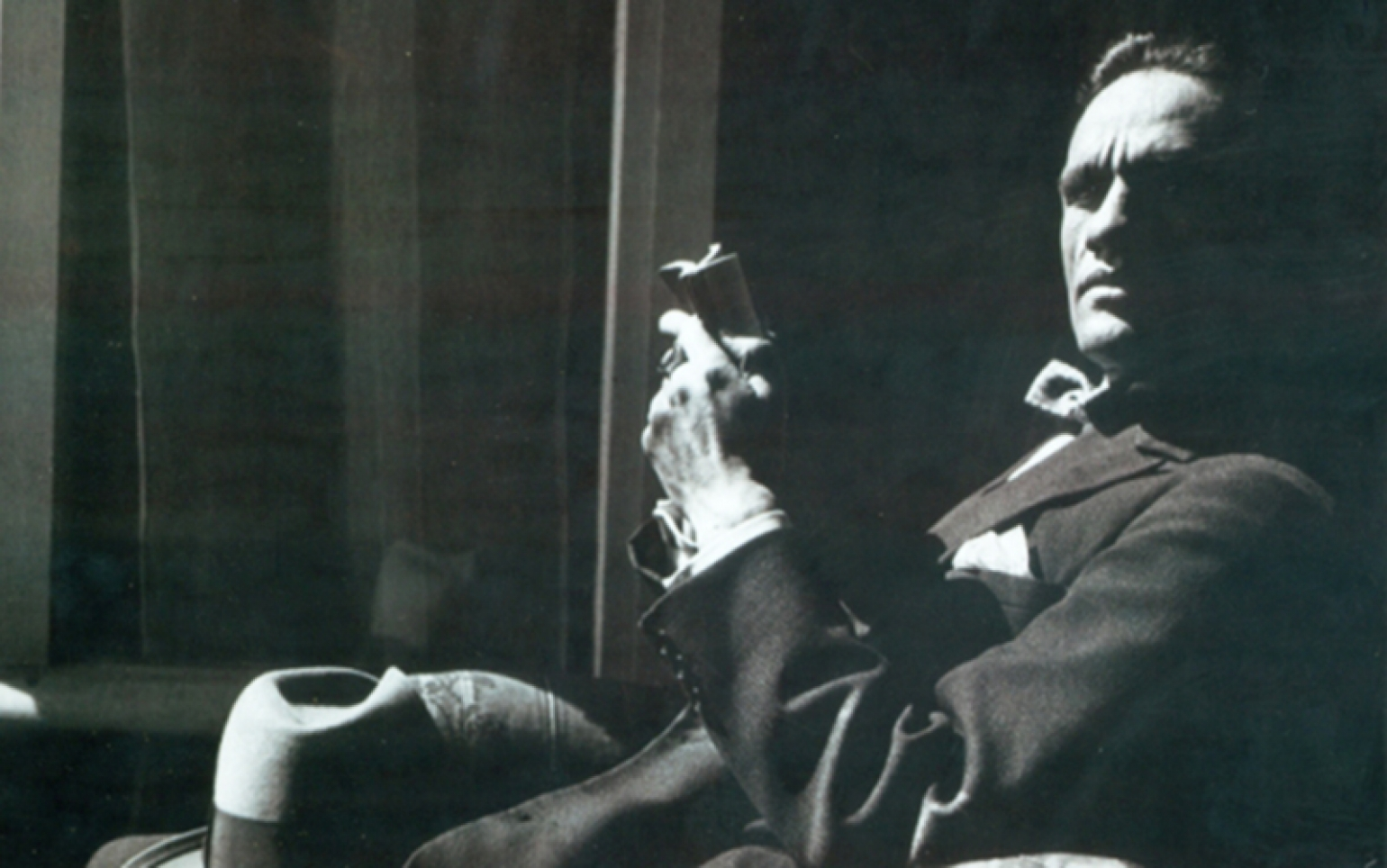
César Vallejo (1892-1938)

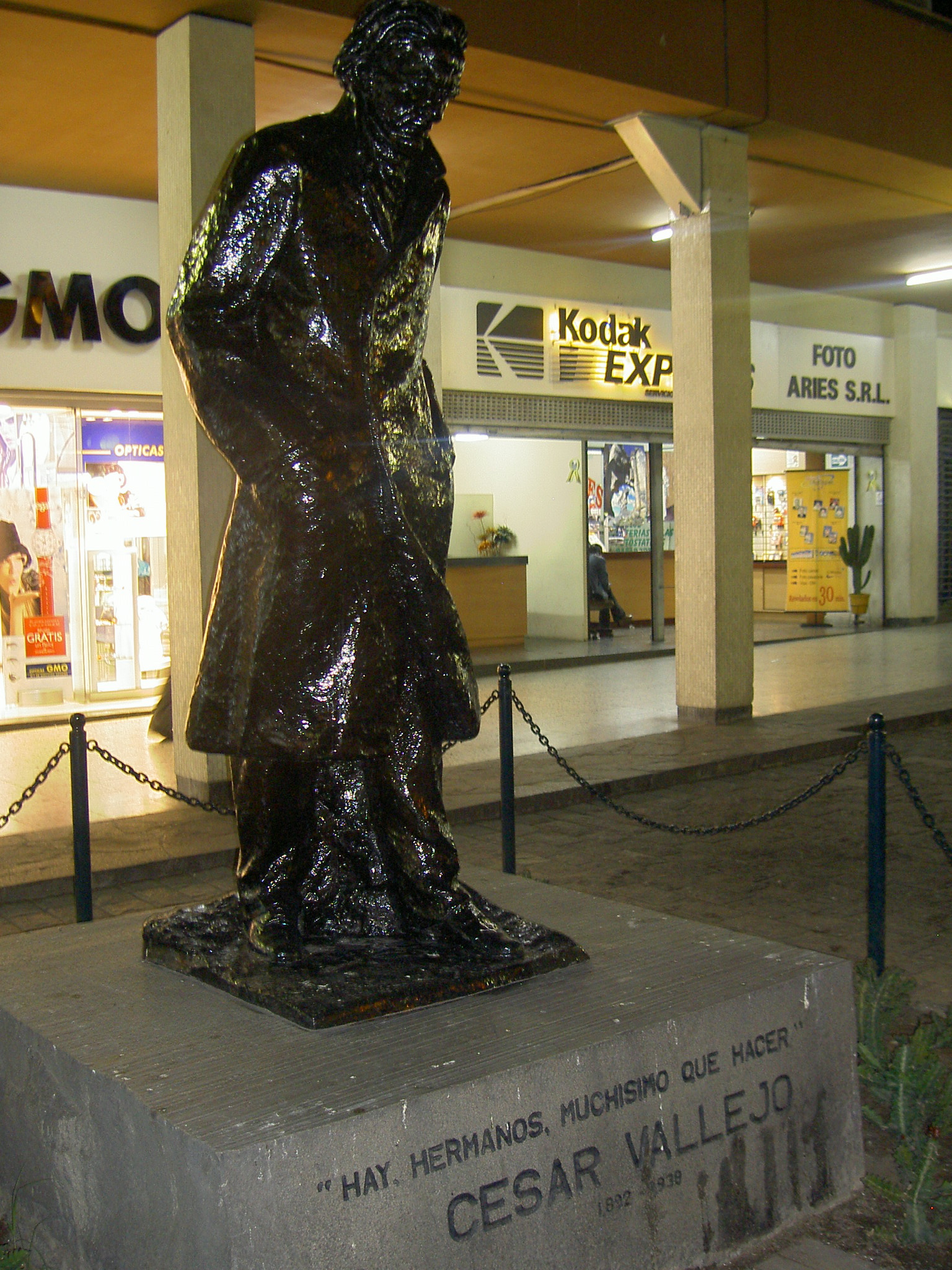
César Vallejo emlékműve Limában. A spanyol nyelvű metszet Vallejo-t idézi: "Nagyon sok a tennivaló, testvérek."